# Kinda Kinks
Kinda Kinks è il secondo album in studio pubblicato nel 1965 dalla band inglese The Kinks nel 1965.
Negli Stati Uniti nello stesso anno venne pubblicato anche Kinks Kinkdom; le tracce di questo disco vennero poi inserite nella versione CD di Kinda Kinks, The Kinks Kontroversy e Face to Face, come bonus track.

## Produzione
L'album fu registrato subito dopo il ritorno del gruppo da un tour in Asia e venne completato e pubblicato entro due settimane. La produzione fu affrettata e, secondo Ray Davies, la band non era completamente soddisfatta dell'esito finale delle registrazioni. A causa però delle pressioni della casa discografica non ci fu tempo per correggere alcuni difetti presenti nel mix. Ray Davies disse poi che "Si sarebbe dovuta prestare un po' più di attenzione. Penso che (il produttore) Shel Talmy sia andato troppo oltre nel cercare di mantenere il risultato grezzo. (...) Aveva conteneva canzoni migliori rispetto al primo album, ma non era stato eseguito nel modo giusto, era semplicemente troppo affrettato." 

## Tracce
- Tutte le canzoni sono di Ray Davies, tranne dove altrimenti specificato.

### Versione UK
Lato 1
1. Look for Me Baby – 2:17
2. Got My Feet on the Ground (R. Davies/D. Davies) – 2:14
3. Nothin' in the World Can Stop Me Worryin' 'Bout That Girl – 2:44
4. Naggin' Woman (Anderson, West) – 2:36
5. Wonder Where My Baby Is Tonight – 2:01
6. Tired of Waiting for You – 2:31

Lato 2
1. Dancing in the Street (Gaye, Stevenson, Hunter) – 2:20
2. Don't Ever Change – 2:25
3. Come on Now – 1:49
4. So Long – 2:10
5. You Shouldn't Be Sad – 2:03
6. Something Better Beginning – 2:26

### Bonus tracks ristampa CD 1998
1. Everybody's Gonna Be Happy – 2:16
2. Who'll Be the Next in Line – 2:02
3. Set Me Free – 2:12
4. I Need You – 2:26
5. See My Friends – 2:46
6. Never Met a Girl Like You Before – 2:05
7. Wait Till the Summer Comes Along (Dave Davies) – 2:07
8. Such a Shame – 2:19
9. A Well Respected Man – 2:43
10. Don't You Fret – 2:45
11. I Go to Sleep [demo version] – 2:42